# La Frontière de l'aube
Pour plus de détails, voir Fiche technique et Distribution.
La Frontière de l'aube est un film français réalisé par Philippe Garrel, sorti en 2008. Le film est inspiré par la nouvelle Spirite de Théophile Gautier. Il a figuré dans la sélection officielle du festival de Cannes 2008, où il était présenté en compétition. Lors des projections pour la presse comme lors des projections festivalières, le film fut largement hué.[réf. nécessaire]

## Synopsis
Lors d'une séance de prises de vues, François, jeune et sémillant photographe, s'éprend d'une jeune actrice, Carole. Leur relation semble passionnée et dévorante mais Carole est mariée avec un homme parti travailler à Hollywood. Son éphémère retour, en pleine nuit, éloigne durablement François. Dépitée, Carole ne comprend pas cet abandon et sombre dans l'alcool.

## Fiche technique
- Titre : La Frontière de l'aube
- Réalisation : Philippe Garrel
- Scénario : Philippe Garrel, Marc Cholodenko et Arlette Langmann
- Musique : Jean-Claude Vannier (violon : Didier Lockwood)
- Photographie : William Lubtchansky
- Montage : Yann Dedet
- Production : Conchita Airoldi, Dino Di Dinosio, Édouard Weil
- SOFICA : Cofinova 4
- Pays de production :  France
- Format : noir et blanc - 1,85:1 - Dolby Digital - 35 mm
- Durée : 106 minutes
- Date de sortie : 
  - France : 8 octobre 2008

## Distribution
- Louis Garrel : François
- Laura Smet : Carole
- Clémentine Poidatz : Ève
- Olivier Massart : ?
- Jérôme Robart : ?
- Emmanuel Broche : ?
- Cédric Vieira : ?
- Grégory Gadebois : ?
- Vladislav Galard : ?